# Fissidens mariei
Fissidens mariei är en bladmossart som beskrevs av Brotherus 1901. Fissidens mariei ingår i släktet fickmossor, och familjen Fissidentaceae. Inga underarter finns listade i Catalogue of Life.